# ميشيل جاجارد لاي
ميشيل جاجارد لاي (بالإنجليزية: Michelle Jaggard-Lai)‏ مواليد 6 مايو 1969 في سيدني، هي لاعبة كرة مضرب أسترالية سابقة بدأت مسيرتها كمحترفة سنة 1984 وكانت تلعب باليد اليمنى، اعتزلت اللعب في 1994. كما أنها إحدى بطلات الجراند سلام. أعلى تصنيف لها في الفردي كان المركز الـ 83 في سنة 1993. أعلى تصنيف لها في الزوجي كان المركز الـ 42 في سنة 1991.

## بطولات حققتها
- بطولة ويمبلدون
- بطولة أستراليا المفتوحة للتنس

## روابط خارجية
- ميشيل جاجارد لاي على موقع رابطة محترفات التنس (الإنجليزية)
- ميشيل جاجارد لاي على موقع الاتحاد الدولي لكرة المضرب (الإنجليزية)
- ميشيل جاجارد لاي على موقع كأس بيلي جين كينغ (الإنجليزية)
- ميشيل جاجارد لاي على موقع خلاصة التنس.كوم (الإنجليزية)